# بوراق ایر
بوراق ایر (به انگلیسی: Buraq Air) یک شرکت هواپیمایی با کد یاتا UZ است که در تاریخ ۲۰۰۱ میلادی تأسیس شده است. دفتر مرکزی بوراق ایر در طرابلس، لیبی واقع شده‌است و قطب این شرکت هواپیمایی در فرودگاه بین‌المللی میتیگا قرار دارد و به ۷ مقصد، پرواز مستقیم انجام می‌دهد.